# NGC 4257
NGC 4257 este o liner situată în constelația Fecioara. A fost descoperită în 21 aprilie 1862 de către Heinrich Louis d'Arrest. Se află la o distanță de 40,5 de megaparseci de Pământ.